# Sapajus macrocephalus
Il cebo testagrossa (Sapajus macrocephalus (Spix, 1823)) è una specie del genere Sapajus.

## Distribuzione e habitat
Vive nella zona pedemontana ad est delle Ande, nella foresta pluviale della zona di confine fra Colombia, Ecuador, Perù e Brasile.

## Tassonomia
Inizialmente era considerata una popolazione locale della sottospecie nominale di S. apella: in seguito, ne fu decretata la separazione nell'ambito della sottospecie macrocephalus a causa delle differenze morfologiche unitarie della popolazione: attualmente, alcuni autori considerano questa sottospecie in realtà come una specie a sé stante (Sapajus macrocephalus): la diatriba è tuttavia lungi dall'essere risolta.